# 锡登伦湖
锡登伦湖（印尼语：Danau Sidenreng）是印度尼西亚苏拉威西岛的一个湖，位于南半岛北部，由锡登伦拉庞县管辖。司登仁湖是一个淡水湖，湖水裡面有淡水鱼。当地人在该湖設立了淡水魚繁殖地。